# Panamerikanische Spiele 2015/Leichtathletik – 800 m der Männer

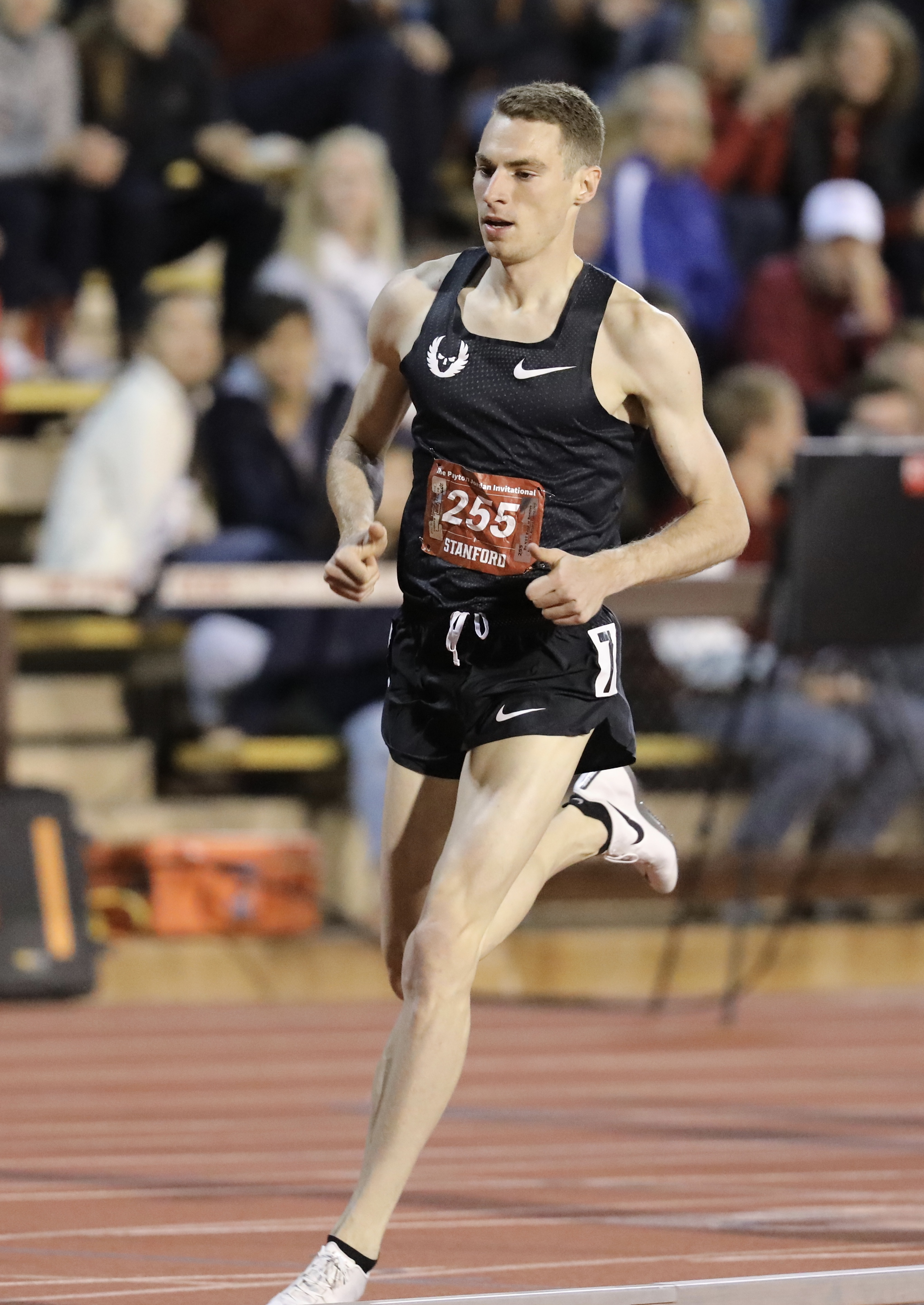
Der Sieger Clayton Murphy (2019)

Der 800-Meter-Lauf der Männer bei den Panamerikanischen Spielen 2015 fand am 22. und 23. Juli im CIBC Pan Am und Parapan Am Athletics Stadium in Toronto statt.
15 Läufer aus zehn Ländern nahmen an den Läufen teil. Die Goldmedaille gewann Clayton Murphy nach 1:47,19 min, Silber ging an Rafith Rodríguez mit 1:47,23 min und die Bronzemedaille gewann Ryan Martin mit 1:47,73 min.

## Rekorde
Vor dem Wettbewerb galten folgende Rekorde:
| Weltrekord        | David Rudisha | 1:40,91 min | Olympische Spiele in London, Vereinigtes Königreich  | 9. August 2012 |
| Rekord der Spiele | Yeimer López  | 1:44,58 min | Panamerikanische Spiele in Rio de Janeiro, Brasilien | 28. Juli 2007  |

## Halbfinale
Aus den zwei Halbfinalläufen qualifizierten sich die jeweils drei Ersten jedes Laufes – hellblau unterlegt – und zusätzlich die zwei Zeitschnellsten – hellgrün unterlegt – für das Finale.

### Lauf 1
22. Juli 2015, 11:35 Uhr
| Platz | Bahn | Athlet             | Land               | Zeit (min) |
| ----- | ---- | ------------------ | ------------------ | ---------- |
| 1     | 6    | Clayton Murphy     | Vereinigte Staaten | 1:48,88    |
| 2     | 5    | Rafith Rodríguez   | Kolumbien          | 1:49,06    |
| 3     | 8    | Ricardo Cunningham | Jamaika            | 1:49,22    |
| 4     | 7    | Aaron Evans        | Bermuda            | 1:49,30    |
| 5     | 3    | Lutimar Paes       | Brasilien          | 1:49,76    |
| 6     | 4    | Andy González      | Kuba               | 1:51,14    |
| 7     | 2    | Anthony Romaniw    | Kanada             | 1:56,55    |

### Lauf 2
22. Juli 2015, 11:45 Uhr
| Platz | Bahn | Athlet                  | Land               | Zeit (min) |
| ----- | ---- | ----------------------- | ------------------ | ---------- |
| 1     | 6    | Ryan Martin             | Vereinigte Staaten | 1:48,99    |
| 2     | 4    | Jowayne Hibbert         | Jamaika            | 1:49,22    |
| 3     | 8    | Cleiton Abrao           | Brasilien          | 1:49,32    |
| 4     | 3    | Andrés Arroyo           | Puerto Rico        | 1:49,36    |
| 5     | 5    | Brandon McBride         | Kanada             | 1:49,65    |
| 6     | 7    | James Eichberger        | Mexiko             | 1:49,68    |
| 7     | 1    | Lucirio Antonio Garrido | Venezuela          | 1:49,84    |
| 8     | 2    | Shaquille Dill          | Bermuda            | 1:52,25    |

## Finale
23. Juli 2015, 18:40 Uhr
| Platz | Bahn | Athlet             | Land               | Zeit (min) |
| ----- | ---- | ------------------ | ------------------ | ---------- |
|       | 5    | Clayton Murphy     | Vereinigte Staaten | 1:47,19    |
|       | 4    | Rafith Rodríguez   | Kolumbien          | 1:47,23    |
|       | 3    | Ryan Martin        | Vereinigte Staaten | 1:47,73    |
| 4     | 8    | Ricardo Cunningham | Jamaika            | 1:48,65    |
| 5     | 7    | Cleiton Abrao      | Brasilien          | 1:48,82    |
| 6     | 1    | Aaron Evans        | Bermuda            | 1:49,07    |
| 7     | 2    | Andrés Arroyo      | Puerto Rico        | 1:49,08    |
| 8     | 6    | Jowayne Hibbert    | Jamaika            | 1:49,24    |